# Awraham Lempel
Awraham Lempel, Abraham Lempel (hebr. אברהם למפל, ur. 10 lutego 1936 we Lwowie, zm. 4 lutego 2023) – izraelski naukowiec, informatyk, współautor z Ja’akowem Ziwem algorytmów bezstratnej kompresji danych Lempel-Ziv (LZ77 i LZ78). Autor ponad 70 prac, właściciel 8 patentów.

## Życiorys
Studiował w Instytucie Technologii Technion (Hajfa), gdzie w 1963 otrzymał tytuł bechelora (licencjat), w 1965 magistra, zaś w 1967 doktorat. Życie naukowe związał z Technionem, gdzie pracował przez ok. 40 lat – od roku 1977 był profesorem mianowanym, od roku 2004 jest profesorem emerytowanym. Od 1993 zatrudniony w Hewlett-Packard, rok później zorganizował izraelski oddział laboratoriów (HP Labs), którym do 2007 roku kierował.
Praca A universal algorithm for sequential data compression opisująca algorytm LZ77, napisana wspólnie z J.Zivem została w 1979 roku uznana za najlepszą publikację w dziedzinie teorii informacji. W 1995 otrzymał nagrodę ACM Paris Kanellakis Theory and Practice Award z dziedziny kompresji danych. Uhonorowany w 2007 roku medalem Richarda Hamminga za pionierskie prace w zakresie kompresji danych, szczególnie za algorytm Lempel-Ziv („For pioneering work in data compression, especially the Lempela-Ziv algorithm”).
Był żonaty. Pozostawił czwórkę synów (trzech żonatych) oraz ośmioro wnucząt (7 dziewczynek i 1 chłopca).